# NASCAR SimRacing
NASCAR SimRacing es un simulador de carreras desarrollado por EA Tiburon y lanzado el 15 de febrero de 2005 por EA Sports para Microsoft Windows. El juego incluye a todos los pilotos de la 2004 NEXTEL Cup Series (incluido Jeremy Mayfield, que estuvo ausente en NASCAR 2005: Chase for the Cup) y pistas excepto Pocono Raceway, que también estuvo ausente de NASCAR 2005: Chase for the Cup, debido a negociaciones fallidas con la licencia. Contenido de la NASCAR Busch Series 2004 (con la marca "NASCAR National Series" en el juego debido a las regulaciones sobre publicidad de alcohol) y la Craftsman Truck Series (excluyendo la marca del fabricante en esta última) también están incluidos.
El juego presenta las 3 mejores series de NASCAR, la NASCAR Cup Series, la Busch Series y la Craftsman Truck Series. El juego presenta un modo carrera un jugador así como un modo de juego multijugador en línea. El juego también presenta muchos esquemas de pintura utilizados durante las Copas de 2004 y 2005; sin embargo, el lanzamiento original presentaba los autos de 2005 reemplazados por sus homólogos de 2004. Este juego fue el último juego de NASCAR lanzado por EA para PC; el próximo juego de NASCAR para PC sería NASCAR The Game: 2013 de Eutechnyx.

## Conductores
Si bien un gran número de pilotos reales están presentes en las series Cup, Busch y Truck en "NASCAR SimRacing", los pilotos de fantasía todavía están presentes, patrocinados por patrocinadores ficticios o no utilizados. Hay un parche disponible durante la instalación para descargar los autos de la Copa NEXTEL 2005 como un mod separado. En octubre de 2006, EA Sports cerró los servidores multijugador de GameSpy.

## Recepción
GameSpot calificó el juego con un 8.5 sobre 10 y afirmó que "NASCAR SimRacing parece estar en buenas manos y sólo debería mejorar más allá de su estado ya digno de elogio a medida que pasa el tiempo".